# Bezeq
Bezeq (hebräisch בזק; wörtlich Blitz) ist eine israelische Telekommunikationsgesellschaft. Das Unternehmen stellt den Großteil der Telefonie, Internetverbindungen, Kommunikationsinfrastruktur und vieles mehr in Israel her. Sie war bis zur Privatisierung 2005 in Staatsbesitz. Vor der Öffnung des Telefonmarktes 1997 war Bezeq der einzige Anbieter für Telefonverbindungen. Das Unternehmen ist im TA-100 Index an der Tel Aviv Stock Exchange gelistet.
1997 musste Bezeq bei Telefonzellen und Festnetzanschlüssen Auslandsgespräche über Mitbewerber zulassen. Statt 00 wurden die Vorwahlnummern 012 (Golden Lines), 013 (Barak) und 014 (Bezeq) eingeführt.
Der erste israelische Mobilfunkanbieter Pelephone gehört heute zu 100 Prozent Bezeq, wodurch das Unternehmen sowohl im Festnetz als auch im Mobilnetz marktführend ist.
Vollständig Bezeq gehörte bis 2020 auch Walla!, eines der populärsten Internetportale in Israel.  
Kontrollierender Gesellschafter von Bezeq ist über mehrere Zwischenholdings (B Communications, Golden Internet) die Eurocom Group von Shaul Elovitch.
Bezeq ist in einen der drei Korruptionsfälle verwickelt sind, die gegen Israels Premierminister und Chef der konservativen Likud-Partei Benjamin Netanjahu angestrengt werden. Der betreffende Fall wird als Fall 4000 bezeichnet und ist der größte der drei Korruptionsfälle gegen Netanyahu. In diesem Fall wird Netanyahu vorgeworfen, er habe versucht, positive Berichterstattung für sich und seine Frau auszuhandeln, indem er Bezeq regulatorische Gefälligkeiten anbot. In diesem Fall werden Untreue und Betrug, aber auch Bestechung angeklagt.
Wegen ethischer Bedenken hat Norwegens Staatsfonds, einen der größten Investmentfonds der Welt, alle Anteile an Bezeq abgestoßen. Im August 2024 hatte der Ethikrat des Staatsfonds‘ kritisiert, dass Bezeq durch seine Präsenz im Westjordanland mithelfe, israelische Siedlungen in palästinensischen Gebieten zu fördern. Im Mai 2024 erkannte Norwegen Palästina offiziell als unabhängigen Staat an und nahm eine härtere Haltung gegenüber Bezeq ein, die in die israelische Besatzung verwickelt sind, nachdem der Internationale Gerichtshof im Juli 2024 entschieden hatte, dass die Besetzung des Gazastreifens und des Westjordanlands, einschließlich Ostjerusalem, völlig illegal ist. Die Ankündigung der Desinvestition wurde als große Erfolgsgeschichte für die Boykott-, Desinvestitions- und Sanktionsbewegung gefeiert.